# Prefecte dels campaments
Prefecte dels campaments (en llatí Praefectus castrorum) era el prefecte o superintendent del campament militar romà.
Apareix esmentat el càrrec per primer cop sota August. N'hi havia un en cada legió i, per tant, n'hi podia haver més d'un a cada campament. Flavi Renat Vegeci explica que ell prefecte era l'encarregat de totes les feines amb relació a la construcció del campament, con el vallum, la fossa, etc., i de l'economia interna. Sembla que es triava entre els centurions.